# Vitrella brassicaformis
Vitrella brassicaformis Oborník et al. 2012 (mit Stamm CCMP3155) ist eine Art einzelliger Algen (Mikroalgen), die zur eukaryotischen Supergruppe Alveolata gehört.
V. brassicaformis ist die einzige beschriebene Art der Gattung Vitrella (früher provisorisch „apicomplexan-related lineage-I“, ARL-I, „Apicompexa-verwandte Linie I“ genannt).
V. brassicaformis und ihr engster bekannter Verwandter, Chromera velia, waren bei ihrer Erstbeschreibung 2012 die beiden einzigen Mitglieder der Gruppe Chromerida (bzw. zusammengefasst mit den Colpodellida zur Klade Chrompodellida), die phylogenetisch eng verwandt ist mit dem Phylum Apicomplexa.
Bemerkenswert ist, dass sowohl V. brassicaformis als auch C. velia photosynthetisch aktiv sind und (wie die photosynthetisch nicht aktiven Apicomplexa) jeweils ein komplexes sekundäres Plastid enthalten  (siehe Komplexe Plastiden §Chromerida).
Dieses ist das entscheidende Merkmal bei der Entdeckung der Chromeriden, aufgrund dessen die Evolution (fast ausschließlich) parasitischer Apicomplexa erhellt werden könnten.
Beide Gattungen besitzen nur Chlorophyll a, ihnen fehlt sowohl Chlorophyll b als auch c. Die Seltenheit von Algenarten, die nur Chlorophyll a tragen, unterstreicht ihre taxonomische Nähe. Trotz dieser Ähnlichkeiten unterscheiden sich V. brassicaformis und C. velia in Morphologie, Lebenszyklus und begleitender (akzessorischer) photosynthetischer Pigmentierung: V. brassicaformis ist grün gefärbt und verfügt über einen komplexen Lebenszyklus, der mehrere Stoffwechselwege und eine Reihe unterschiedlicher Morphologie verschiedener Größen, während C. velia braun gefärbt ist und einen einfacheren Lebenszyklus durchläuft.
Die Farbunterschiede sind auf Unterschiede bei den akzessorischen Pigmenten zurückzuführen.

## Isolation und Identifikation
Kulturen von Vitrella brassicaformis wurden aus der Steinkoralle Leptastrea purpurea im Great Barrier Reef isoliert (R. Moore, 2006).
Im Vergleich zu anderen damals kultivierten photosynthetischen Eukaryonten (Mikroalgen) hat die Art eine sehr ungewöhnliche Kombination von Lebenszyklus und Morphologie, was ihre Erforschung zunächst erschwerte.
Allerdings ist der Lebenszyklus nicht ungewöhnlichen für Dinoflagellaten, die photosynthetische Verwandte von V. brassicaformis sind.
Heute sind der vielfältige Lebenszyklus, die mutmaßliche Gametogenese und die Stadien der Rekombination von V. brassicaformis gut dokumentiert.

## Lebensweise
Mit Mixotrophie bezeichnet man eine Lebensweise, die Phototrophie (mit Licht als Energiequelle) und Heterotrophie (organisches Material als Energiequelle) kombiniert.
Mixotrophe Dinoflagellaten sind im Nahrungsnetz sehr häufig.
Es wird vermutet, dass Vitrella-ähnliche Organismen die Vorfahren dieser Dinoflagellaten gewesen sein könnten.
Weiter Erkenntnisse sind zu erwarten, wenn noch mehr Chromerida-Familien in der Umwelt gefunden werden.

## Beschreibung
Vitrella brassicaformis wurde 2011 von Oborník et al. anhand des Referenzstamms RM11 (alias CCMP3155) beschrieben, der ursprünglich aus dem Wirt Pocillopora damicornis isoliert worden war.
Die Autoren stellten dabei wesentliche Unterschiede zwischen V. brassicaformis und Chromera velia fest, was zu ihrer Einteilung in zwei verschiedene Familien, Vitrellaceae bzw. Chromeraceae, führte. Das Plastidengenom ist wie üblich ringförmig, dabei sehr kompakt mit einer Länge von nur 85 kbp (Kilobasenpaare).

## Evolution und Systematik

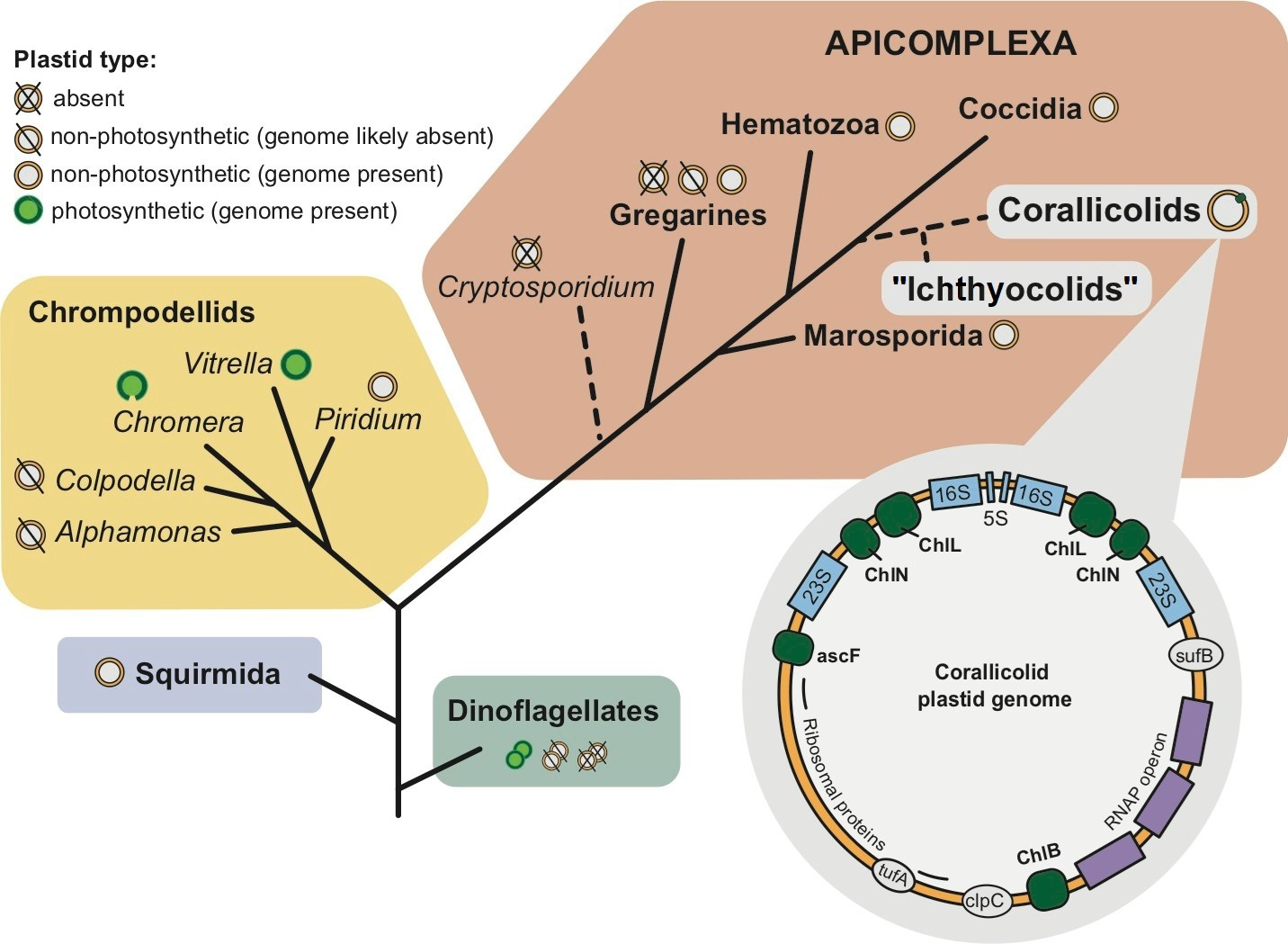
Phylogenie der Myzozoa (Vitrella, Apicomplexa und Verwandte); mit Darstellung der mutmaßlichen phylogenetischen Position der Corallicolida sowie ihres Apicoplasten.

Die Apicomplexa werden wie alle nicht-photosynthetischen Organismen nach den Regeln der Zoologischen Nomenklatur beschrieben, während (oft einzellige) Mikroalgen nach der Nomenklatur für Algen, Pilze und Pflanzen beschrieben werden.
Wie ihre Schwesterfamilie Chromeraceae bildet die Familie Vitrellaceae eine Brücke zwischen diesen beiden Bereichen.
Protistologen waren schon immer frei in der Wahl der Nomenklatur-Codes; Vitrella brassicaformis und Chromera velia sind ein gutes Beispiel für die Notwendigkeit dieser Freiheit, insbesondere weil sie sowohl ein Geißelstadium als auch ein benthisches Stadium (in der Bodenzone der Wassersäule) besitzen.
Thomas Cavalier-Smith und Ema E. Chao schlugen 2004 nach Untersuchungen der Ursprünge der Apicomplexa und Dinoflagellaten eine gemeinsames Taxon Myzozoa vor, um diese beiden Supergruppen zusammen mit den verwandten Gruppen der Colpodellida (alias Chromerida) und der Perkinsida zusammenzufassen.
Die Dinoflagellaten (inkl. der Syndiniales) bilden zusammen mit den ihnen nahestehenden Perkinsozoa (mit den Perkinsida). (aber ohne die früher ebenfalls mit eingeschlossene Gattung Oxyrrhis) die Klade der Dinozoa (im abgebildeten Stammbaum der Myzozoa basal rechts).
Die Squimida wurden aus den von der Gregarinen-Familie Selenidiidae abgetrennten Gattungen Filipodium, Platyproteum und Digyalum gebildet. Sie gehören offenbar nicht wie früher angenommen zu den Perkinsozoa (womit sie den Dinoflagellaten nahestünden), sondern bilden eine Schwesterklade zur Klade aus Apicomplexa und Chrompodellida.
In der Morphologie und Lebensweise, wie etwa der Ernährung durch Myzozytose, ähnelt V. brassicaformis eher einem (hypothetischen) Ur-Myzozoen als C. velia. Die beiden Lebensweisen, Autotrophie und Heterotrophie, wie sie bei V. brassicaformis zu finden sind, stellen das Potenzial dar, das zur evolutionären Radiation der Myzozoen, d. h. der Diversifizierung in mehrere Linien ausgehend von einem gemeinsamen Vorfahren, führen konnte.

## Ökologie
Vitrella brassicaformis wurde ursprünglich aus der tropischen Steinkoralle Leptastrea purpurea isoliert, in Abwandlung einer Methode zur Isolierung von Symbiodiniaceae (den Dinoflagellaten nahestehende bzw. zugehörige Algensymbionten von Korallen). Vitrellaceae kommen weltweit in tropischen und wärmeren subtropischen Meeresgebieten vor. Sie sind nicht nur in den Ökosystemen der Korallenriffe, sondern auch in Stromatolithen, Thrombolithen und anderen kalkbildenden Meeresumgebungen anzutreffen.